# Mexilana saluposi
Mexilana saluposi är en kräftdjursart som beskrevs av Bowman1975. Mexilana saluposi ingår i släktet Mexilana och familjen Cirolanidae. IUCN kategoriserar arten globalt som sårbar. Inga underarter finns listade i Catalogue of Life.